# Antonio Sánchez Acevedo
Antonio Sánchez Acevedo (Mérida, Yucatán; 17 de septiembre de 1899-Ciudad de México; 14 de junio de 1976) fue un embajador mexicano.

## Vida
Antonio Sánchez Acevedo fue general adjunto del Heroico Colegio Militar, director general de Justicia Militar y general de División. Entre 1942 y 1943 fue jefe de Estado Mayor en la Secretaría de la Defensa Nacional.Entre 1943 y 1946 fue subsecretario de Educación Pública; entre 1947 a 1950 fue agregado militar en Francia y Polonia. Nuevamente fue jefe de Estado Mayor de la Secretaría de Defensa Nacional entre 1954 y 1957.
Durante su etapa como embajador en Ankara, Turquía, también estuvo acreditado ante el gobierno de Haile Selassie.